# Pachygnatha tenera
Pachygnatha tenera är en spindelart som beskrevs av Karsch 1879. Pachygnatha tenera ingår i släktet Pachygnatha och familjen käkspindlar. Inga underarter finns listade i Catalogue of Life.